# Angy (álbum de Angy)
Angy es el primer álbum de la cantante Angy Fernández. El 12 de febrero de 2008, con la canción 'Sola en el Silencio' como primer sencillo, Angy publica su primer álbum, que contiene 12 temas, mezcla de inéditos y versiones, interpretados en castellano e inglés. Debutó en la posición 37 en la lista de álbumes de PROMUSICAE.

## Lista de canciones
| Angy  |                                              |                                                                |          |  |
| N.º   | Título                                       | Escritor(es)                                                   | Duración |  |
| 1.    | «Sola en el Silencio (In Another Lifetime)»  | Sabelle Breer, Thomas "Tawgs" Salter; Luis Villa               | 3:32     |  |
| 2.    | «Adiós»                                      | Alejandro Parreño Gausi                                        | 3:18     |  |
| 3.    | «Quiero Verte Llorar (I Wanna Make Her Cry)» | Aleena, Gabbi McPhee, Kim Wessel; A. Alcaraz                   | 3:08     |  |
| 4.    | «Solo Tu (Over You)»                         | Ingemar Aberg, John Baxter, Maria Aberg; A. Alcaraz            | 3:06     |  |
| 5.    | «Baby One More Time»                         | Max Martin                                                     | 3:31     |  |
| 6.    | «Just a Girl»                                | Gwen Stefani, Thomas Dumont                                    | 3:23     |  |
| 7.    | «Smells Like Teen Spirit»                    | Kurt Cobain, Dave Grohl, Krist Anthony Novoselic               | 4:57     |  |
| 8.    | «Lunatica»                                   | Luis Rios Vega, Osmani Ernesto Espinosa Morales                | 3:25     |  |
| 9.    | «Devil Came to Me»                           | Amparo Llanos Fayos, Cristina Llanos Fayos                     | 4:26     |  |
| 10.   | «Everywhere»                                 | Tiffany Arbuckle, Michelle Branch, Matt Bronleewe, John Shanks | 3:26     |  |
| 11.   | «10.000 Razones»                             | Aleena, Gabbi McPhee, Martin Fredrksson; A. Alcaraz            | 3:00     |  |
| 12.   | «Girls Just Want to Have Fun»                | Robert Hazard                                                  | 3:31     |  |
| 42:49 |                                              |                                                                |          |  |

## Videoclips
- Sola en el Silencio (Premio del Público del Festival de Cine Español de Málaga '2008').
- Adiós.